# 幸山政史
幸山 政史（こうやま せいし、1965年（昭和40年）6月10日 - ）は、日本の政治家。熊本県熊本市長（3期）、熊本県議会議員（2期）を歴任した。

## 概要
熊本県熊本市生まれ。父親は熊本県議会議長を務めた幸山繁信。熊本県立済々黌高等学校、九州大学経済学部卒業。大学卒業後、日本債券信用銀行（現あおぞら銀行）に入行。
1995年、熊本県議会議員選挙に出馬し、初当選を果たした。県議時代は自由民主党に所属した。1999年、再選。
2002年、熊本市長選挙に無所属での出馬を表明。現職の三角保之は自民党や公明党の推薦に加え、連合や業界団体の支援も受けて組織型選挙を行っていたが、幸山は規模の大きくない会合やイベントに積極的に参加し、草の根的な選挙運動を展開。大方の予想を裏切り、三角を破って当選を果たした。
2003年4月、幸山は市政改革本部を立ち上げ、市政の刷新に取り組んだ。まちづくりトークやおでかけトークといった市民との定期的な直接対話事業を始め、市政への市民参加を進めた。また、大津町・菊陽町と協定を締結し、水田を活用した地下水湛水事業を開始した。
佐土原地区における大規模商業施設の開発行為に対して、中心市街地や地下水などへの影響を考慮し、不許可の判断を下した。これは後に都市計画法など「まちづくり三法」の改正のきっかけとなった。
2期目の2007年には富合町との合併協議会が設置され、同年10月には合併協定が調印された。その後、植木町、城南町、益城町との間でも協議会が設置され、2010年には益城町を除く植木町、城南町との合併が実現し、人口73万人の新熊本市が誕生した。また、九州新幹線全線開業の効果を九州全体に波及させるため、熊本市が主導し、鹿児島市・福岡市・熊本市の3都市で交流連携協定を締結した。
3期目に入ると、2011年3月には物販や飲食を含む熊本城の総合観光施設「桜の馬場城彩苑」が開業。また、9月には熊本駅前に「くまもと新都心プラザ」が先行オープンした。2012年2月には、政令指定都市移行を記念して「第1回熊本城マラソン」が開催され、4月1日に熊本市は政令指定都市となった。2013年3月には、これまでの地下水保全対策が評価され、国連「生命の水」最優秀賞を日本で初めて受賞した。
2006年の市長選では民主党、社会民主党が幸山を支持。無党派層の支持も幅広く獲得し、次点の候補にダブルスコアで圧勝した。この選挙では、熊本市の政令指定都市への移行や九州新幹線開業に伴う熊本駅前の整備事業の推進を公約に掲げていた（熊本市は2012年4月に政令指定都市へ移行）。市長2期目の2007年4月には日本初の赤ちゃんポストとなる「こうのとりのゆりかご」について、安全確保などを条件にポストの設置を許可した。2010年の市長選では自民・公明・民主3党が相乗りする形で幸山を支持し、新人2候補を退けて3選を果たしたが、投票率は30%台に低迷した。
2014年秋に予定される市長選挙への出馬問題が注目されていたが、6月2日の記者会見で「残された任期を全力で尽くしたい」として4選を目指さず、選挙への不出馬を決めたことを明らかにした。
2015年10月7日、翌2016年春に予定される熊本県知事選挙へ無所属で立候補することを表明した。3月27日の選挙では現職の蒲島郁夫に挑んだが、約2.5倍の差を付けられて落選した。
2019年8月、翌年3月に行われる熊本県知事選挙へ立候補を表明した。2020年3月22日の投開票の結果、現職の蒲島に倍以上の差を付けられ落選。
2020年12月、立憲民主党熊本県連が幸山に対し、次期衆議院議員選挙に熊本1区から党公認候補としての立候補を打診したが、固辞した。
2023年12月26日、翌年3月の熊本県知事選挙に無所属で立候補することを表明した。2024年3月24日の投開票の結果、前熊本県副知事の木村敬に敗れ落選。

### 熊本朝鮮会館問題
2007年10月30日、熊本市が行ってきた在日本朝鮮人総連合会（朝鮮総連）の関連施設で1971年5月に建てられた「熊本朝鮮会館」への固定資産税等の減免措置（朝鮮総連関連施設地方税減免措置問題）に対し、拉致事件被害者家族を支援する「救う会熊本」のメンバーが、熊本市長の徴税権不行使の違法確認等を求めた訴訟の上告審において、最高裁判所第2小法廷（中川了滋裁判長）は、幸山市長側の上告を棄却する決定をした。これにより、税減免措置の違法性が認められ、税減免措置の取り消しを命じた2審福岡高等裁判所判決が確定した。朝鮮総連関連施設への税減免措置の違法性を認める判決を最高裁が下したのは熊本市の例が初めての判例となった。
なお熊本朝鮮会館は登記上は有限会社が所有していたが、同社に活動実態が見られなかったため、2審判決では「公益のために固定資産を所有する者」に対して行われるべき税減免対象に該当しないと結論付けている。さらに、2審判決は「熊本朝鮮会館は総連の活動拠点として使用されている。総連の活動は、在日朝鮮人の利益を擁護するもので、わが国の利益のために行われているものではない」と認定し、朝鮮総連施設の公益性を完全に否定した。幸山市長側は「熊本朝鮮会館は公民館のような施設で公益性があり、税減免の対象になる」と主張。1審熊本地裁においては「公益性がある」と判断し、原告側の請求を退けていた。

## 関連作品
テレビドラマ
- こうのとりのゆりかご〜「赤ちゃんポスト」の6年間と救われた92の命の未来〜（2013年11月25日、TBS、役者：佐々木蔵之介）※役名は片山 幸文となっている。）